# Barra do Choça
Barra do Choça là một đô thị thuộc bang Bahia, Brasil. Đô thị này có diện tích 778,34 km², dân số năm 2007 là 32445 người, mật độ 41,69 người/km².